# ヴァルラム3世 (リンブルフ公)

ヴァルラム3世の新紋章。王冠はナミュールに対する権利を示している。

ヴァルラム3世（Walram III, 1165年ごろ - 1226年7月2日）は、モンジョワ領主、のちルクセンブルク伯（在位：1214年 - 1226年）。また、1221年に父の死によりアルロン伯およびリンブルフ公（在位：1221年 - 1226年）となった。

## 生涯
ヴァルラム3世はリンブルフ公ハインリヒ3世とゾフィー・フォン・ザールブリュッケンの次男である。このため、当初はリンブルフの継承者ではなかった。ヴァルラムは冒険好きな若者で、1192年に第3回十字軍に参加した。1208年、ローマ王フィリップが死去し、フィリップのかつての支持者は対立王であったオットー4世に目を向けるようになった。1212年、ヴァルラムは従兄弟ブラバント公アンリ1世に従いリエージュに向かい、ゲルデルン軍と戦った。ヴァルラムの最初の妃キュネゴンドはロレーヌ公フェリー1世の娘であったが1214年に死去した。ヴァルラムは同年5月にルクセンブルク女伯エルメジンデと再婚し、妻の権利によりルクセンブルク伯となった。エルメジンデはナミュール伯領の継承を請求しており、それを示すためヴァルラムは自らの紋章に王冠を加えた。
1221年、ヴァルラム3世はリンブルフ公位を継承し、紋章のライオンの尾を2本とした。これはヴァルラム3世がルクセンブルクとリンブルフの2つの大きな領地を保持していることを示している。1223年、ヴァルラムは再びナミュール侯フィリップ2世に対し、自らのナミュールの権利を主張した。しかし、これは失敗に終わり、2月13日にディナンで条約を結んだ。その後ヴァルラムは帝国議会に何回か参加し、神聖ローマ皇帝フリードリヒ2世に従いイタリア遠征に参加した。イタリアから帰還した後、1226年7月2日にロルドゥク修道院でヴァルラム3世は死去した。

## 家族と子女
最初にロレーヌ公フェリー1世の娘キュネゴンドと結婚し、4子をもうけた。
- ゾフィー（1190年頃 - 1226/7年） - 1210年頃にアルテナ伯フリードリヒ2世（マルク家）と結婚
- マティルデ（1192年頃 - 1234年以降） - 1210年頃にユーリヒ伯ヴィルヘルム3世と結婚、ヴィルヘルム4世の母。
- ハインリヒ4世（1195年 - 1247年） - リンブルフ公。ベルク伯アドルフ6世の娘で女子相続人のイルムガルトと結婚[3]。
- ヴァルラム（1200年頃 - 1242年） - モンジョワ領主。ルクセンブルク女伯エルメジンデと最初の夫バル伯ティボー1世の娘エリザベート・ド・バルと結婚

2度目にルクセンブルク女伯エルメジンデと結婚し、3子をもうけた。
- カタリーナ（1215年頃 - 1255年） - ロレーヌ公マチュー2世と結婚
- ハインリヒ5世（1216年 - 1281年） - ルクセンブルク伯。マルグリット・ド・バルと結婚[3]。
- ジェラール1世（1223年 - 1298年以降） - デュルビュイ伯